# チョー・ザヤル・ウィン
チョー・ザヤル・ウィン（Kyaw Zayar Win、1991年5月2日 - ）は、ミャンマーのサッカー選手。元ミャンマー代表。ポジションはMF。

## クラブ歴
2010年にバンボーザFCでサッカー選手となり、2013年11月には1年契約でマレーシア・スーパーリーグに所属するペラFAにレンタル移籍を果たした。しかし怪我のために2014年4月に契約は解消され再びバンボーザFCに復帰した。その後2016年にエーヤワディー・ユナイテッドFCに移籍した。2017年2月、シンガポールのバレスティア・カルサFCに移籍した。

## 代表歴
U-23代表として2011年の東南アジア競技大会に出場し、大会で4得点の活躍、ミャンマー代表も銅メダルを獲得した。また、その後AFC U-22アジアカップ2013予選に出場し、U-22代表でも活躍した。
A代表としても2011年から活躍した。